# Playland (New York)
Pour les articles homonymes, voir Playland.
Playland, régulièrement appelé Rye Playland et également connu sous le nom Playland Amusement Park, est un parc d'attractions situé à Rye, dans l'État de New York. Dirigé par le Comté de Westchester, c'est le seul parc appartenant au gouvernement du pays.

## Histoire
Vers la fin des années 1800 et au début des années 1900, le bord de mer du comté de Westchester devint une zone de loisir qui se développa rapidement. La construction d'hôtels, de resorts et d'attractions devint vite désagréable pour les riverains. La Westchester County Park Association racheta les deux parcs d'attractions alors existant (Rye Beach et Paradise Park) et mirent en place un plan local avec le gouvernement pour gérer la zone.
Frank Darling, un ancien manager de parc, ayant travaillé à Coney Island et à la British Empire Exhibition de Wembley, fut charger du projet de ce nouveau parc nommé Playland. La construction commença en septembre 1927 et fut faite en l'espace de 6 mois. Une entreprise de décoration fut missionnée pour décorer l'ensemble du parc dans un style Art déco.
1927 fut également l'année de la construction du Airplane Coaster dirigé par Frank W. Darling. 
On a longtemps cru que l'on devait la construction du manège à la Traver Engineering Company jusqu'à ce que l'on retrouve en 1983 des documents originaux, signés par Fred Church. L'attraction a été démontée en 1957.
Le parc ouvrit au public le 26 mai 1928. Il comprenait à l'époque une promenade en bord de mer, une patinoire, une piscine, deux plages et le parc d'attractions dont bon nombre de manèges fonctionnent toujours aujourd'hui.
Parmi ses attractions, le "Grand Carousel", un authentique Carrousel de chevaux de bois datant de 1915 qui était implanté à New Haven, dans le avant d'être déplacé dans le parc en 1927. Le manège est un des rares à avoir été construit par la compagnie italienne Gavioli.
Autre attraction résistante de l'ouverture du parc, le Kiddie Coaster, un parcours de montagnes russes en bois construit en 1928. C'est aujourd'hui un ACE Coaster Classic.
Construit en 1929, le Dragon Coaster servit de mascotte au parc et apparu sur son logo. Cette même année fut construit le "Ice Casino"
Le parc fut déclaré National Historic Landmark en 1987,,.
Jusqu'au début de la saison 2002-2003 de la Ligue nationale de hockey, les Rangers de New York s'entrainaient au Playland Ice Casino.

## Apparitions au cinéma
- 1984 : The Muppets Take Manhattan
- 1988 : Big
- 1988 : Liaison fatale
- 1999 : Accords et Désaccords
- 2004 : Tenderness
- 2007 : Le Come-Back